# Conan : L'Heure du dragon
Conan : L'Heure du dragon, volume 2 (1934), est le second volume d'une réédition des histoires de Conan écrites par Robert E. Howard. Elle présente l'avantage de proposer les récits traduits directement depuis la version de Howard, débarrassés des ajouts apocryphes de Lyon Sprague de Camp et Lin Carter.
Il est précédé de Conan le Cimmérien, volume 1 et suivi de Conan : Les Clous rouges.

## Contenu du recueil
- Le Peuple du Cercle noir (The People of the Black Circle) (1934)
- L'Heure du dragon (The Hour of the Dragon) (1934)
- Une sorcière viendra au monde (A Witch Shall be Born) (1934)
- Appendices :
  - Le Peuple du Cercle noir (synopsis)
  - Le Peuple du Cercle noir (résumés de l'histoire)
  - Synopsis sans titre
  - Histoire inachevée, sans titre
  - L'Heure du dragon (synopsis)
  - Notes diverses pour L'Heure du dragon
  - Une sorcière viendra au monde (synopsis)

## Publication
Le livre est édité en avril 2008 chez Bragelonne. Traduction Patrice Louinet  (ISBN 978-2-35294-171-2).
Nouvelle édition le 9 janvier 2019 chez Le Livre de Poche.